# Uberto Pasolini
Pour les articles homonymes, voir Pasolini (homonymie).
Uberto Pasolini dall'Onda, né le 1er mai 1957 à Rome, est un réalisateur et producteur italien. Il vit et travaille au Royaume-Uni.
Il dirige sa propre société de production Redwave Films (UK) Limited à Londres.

## Biographie
Neveu de Luchino Visconti, Uberto Pasolini est, avec Caterina et Guido, un des trois enfants du comte Pier Maria Pasolini dall'Onda (arrière-petit-fils du comte, ministre et président du Sénat italien Giuseppe Pasolini) et de la comtesse Violante Visconti di Modrone, productrice de cinéma. Uberto commence sa carrière en tant que banquier d'investissement. En 1983, il débute au cinéma comme stagiaire sur La Déchirure de Roland Joffé, en Thaïlande.
Il devient producteur indépendant en 1994, en fondant Redwave Films. Les Amateurs, réalisé par Alan Taylor avec Vincent Gallo, est sa première production.
Son premier succès en tant que producteur est le film anglais The Full Monty de Peter Cattaneo, sorti en 1997, qui rapporte plus de 250 millions de dollars de recettes dans le monde et reçoit de nombreuses récompenses. Ce film reste, à ce jour, un des plus grands succès du cinéma anglais au box-office mondial.
Uberto a ensuite également produit Séduction à l'irlandaise, écrit par William Ivory et réalisé par Aileen Ritchie, et The Emperor's New Clothes, réalisé par Alan Taylor, avec Ian Holm.
Il réalise son premier film, Sri Lanka National Handball Team, tourné en 2007 au Sri Lanka en langue cingalaise (et en Allemagne), d'après l'histoire vraie d'une pseudo-équipe de handball srilankaise qui s'est rendue en Bavière en septembre 2004 pour y disputer un tournoi avant de disparaître au bout de trois matches. Il a ensuite produit le film Bel-Ami et réalisé par Declan Donnellan et Nick Ormerod, d'après Maupassant avec Robert Pattinson dans le rôle principal.
En 2013 sort son deuxième film en tant que réalisateur, Une belle fin.
Au printemps 2023, Uberto Pasolini tourne The Return, le retour d'Ulysse, un film adapté de l’Odyssée d'Homère, avec Ralph Fiennes dans le rôle d'Ulysse et Juliette Binoche dans celui de Pénélope. Le film se concentre sur les derniers chants de l'épopée, lorsqu'Ulysse, enfin de retour à Ithaque, doit vaincre les prétendants de Pénélope et convaincre son épouse qu'il n'est pas un imposteur.

## Filmographie

### Producteur
- 1991 : La Tentation de Vénus (Meeting Venus) d'István Szabó (producteur associé)
- 1996 : Les Amateurs (Palookaville) d'Alan Taylor
- 1997 : Full Monty : Le Grand Jeu (The Full Monty) de Peter Cattaneo
- 2000 : Séduction à l'irlandaise (The Closer You Get) d'Aileen Ritchie
- 2002 : The Emperor's New Clothes d'Alan Taylor
- 2008 : Sri Lanka National Handball Team (Machan) de lui-même
- 2012 : Bel-Ami de Declan Donnellan et Nick Ormerod
- 2013 : Une belle fin (Still Life) de lui-même
- 2023 : The Full Monty, la série (The Full Monty) (série télévisée) (producteur délégué)

### Réalisateur et scénariste
- 2008 : Sri Lanka National Handball Team (Machan)
- 2013 : Une belle fin (Still Life)
- 2020 : Un endroit comme un autre (Nowhere Special)
- 2024 : The Return, le retour d'Ulysse (The Return)

### Autres
- 1984 : La Déchirure (The Killing Fields) de Roland Joffé - stagiaire (unit runner)
- 1984 : The Frog Prince de Brian Gilbert - troisième assistant réalisateur
- 1986 : Mission (The Mission) de Roland Joffé - troisième assistant réalisateur
- 1991 : La Tentation de Vénus (Meeting Venus) d'István Szabó - directeur de production

## Distinctions

### Récompenses
- Mostra de Venise 2013 : Prix Horizons du meilleur réalisateur (sélection « Orizzonti ») pour Une belle fin